# غونزالو دي موجيكا
غونزالو دي موجيكا (بالإنجليزية: Gonzalo De Mujica)‏ (بالإسبانية: Gonzalo Mujica)‏ هو لاعب كرة قدم أرجنتيني وأمريكي في مركز الوسط، ولد في 31 يناير 1990 في بوينس آيرس في الأرجنتين. لعب مع Orlando City U-23 ‏.

## وصلات خارجية
- غونزالو دي موجيكا على موقع قاعدة بيانات كرة القدم.إي يو (الإنجليزية)
- غونزالو دي موجيكا على موقع Soccerway.com (الإنجليزية)